# Johann Schneider
Pour les articles homonymes, voir Schneider.
Johann Schneider, dit Hans Schneider, (né le 14 septembre 1913 à Vienne, où il est mort en janvier 1993) est un joueur professionnel de hockey sur glace autrichien.

## Carrière
Hans Schneider commence en 1931 au Pötzleinsdorfer Sport Klub et reste quand le club devient le EK Engelmann et remporte le championnat d'Allemagne en 1939. Après la fusion en 1939 du Wiener Eislauf-Verein et du EK Engelmann pour former le Wiener EG, il continue à jouer à Vienne et est de nouveau champion en 1940. Après la Seconde Guerre mondiale, il revient au EK Engelmann.
Avec l'équipe d'Autriche, il participe aux championnats du monde 1935. Après l'Anschluss, il fait partie de l'équipe d'Allemagne. Après la Seconde Guerre mondiale, il est de retour dans l'équipe d'Autriche. Il participe au championnat du monde 1947, où l'Autriche remporte la médaille de bronze, et aux Jeux olympiques de 1948.